# سايوري (كاتبة)
سايوري (باليابانية: さユり) (7 يونيو 1996 – 20 سبتمبر 2024) هي مغنية، وفنانة، وكاتبة غنائية، وملحنة، من اليابان، ولدت في فوكوكا، فوكوكا.

## روابط خارجية
- سايوري على موقع IMDb (الإنجليزية)
- سايوري على موقع ميوزك برينز (الإنجليزية)
- سايوري على موقع أول ميوزيك (الإنجليزية)
- سايوري على موقع ديسكوغز (الإنجليزية)
- سايوري على موقع قاعدة بيانات الفيلم (الإنجليزية)
- سايوري على موقع ANN person (الإنجليزية)